# Marc Gasol
Marc Gasol, född 29 januari 1985 i Barcelona, Spanien, är en spansk idrottare som tog OS-silver i basket 2008 i Peking. Detta var Spaniens andra medalj i herrbasket i olympiska sommarspelen. Han spelar för närvarande med Toronto Raptors. Han är 216 cm lång.
Han är yngre bror till Pau Gasol.